# Golfe nos Jogos Olímpicos de Verão da Juventude de 2014
O golfe nos Jogos Olímpicos de Verão da Juventude de 2014 teve lugar entre 19 e 26 de Agosto. As provas realizaram-se no Clube Internacional de Golfe de Zhongshan em Nanquim, China. Este foi o regresso do golfe a uma Olimpíada mais de 100 anos após a última aparição, depois de ser aprovado como desporto olímpico para os Jogos Olímpicos de 2016, no Rio de Janeiro.

## Qualificação
Cada Comité Olímpico Nacional (CON) pode participar com uma equipa de um rapaz e uma rapariga. Como anfitriões, a China teve direito ao número máximo, sendo que outros cinco foram decididos pela Comissão Tripartida. As restantes 26 formações foram apuradas consoante o Ranking Mundial do Golfe Amador a 8 de Junho de 2014, havendo vaga para os melhores masculinos e femininos. Ao todo, 26 CON classificações combinadas mais baixa qualificam-se.
Para poderem participar nas Olimpíadas da Juventude, os atletas devem ter nascido entre 1 de Janeiro de 1996 e 31 de Dezembro de 1998. Além disso, todos devem ser amadores com um Indíce de Handicap reconhecido não superior a 6.4.
| Evento                                       | Local | Data               | Total de vagas | Qualificados |
| -------------------------------------------- | ----- | ------------------ | -------------- | --- |
| Anfitriões                                   | -     | -                  | 1              | CHN China |
| Rankings Mundiais de Golfe Amador combinados | -     | 8 de Junho de 2014 | 26             | RSA África do Sul GER Alemanha AUS Austrália AUT Áustria BEL Bélgica CAN Canadá KOR Coreia do Sul DEN Dinamarca SLO Eslovênia ESP Espanha USA Estados Unidos FIN Finlândia FRA França GBR Grã-Bretanha HKG Hong Kong IRL Irlanda ITA Itália JPN Japão MEX México NZL Nova Zelândia NOR Noruega NED Países Baixos SWE Suécia TPE Taipé Chinês THA Tailândia VEN Venezuela |
| Convite tripartifo                           | -     | -                  | 5              | COK Ilhas Cook GUM Guam PAN Panamá SWE Suécia |
| TOTAL                                        |       |                    | 32             | |

## Calendário
O calendário foi publicado pelo Comité Organizador dos Jogos Olímpicos de Verão da Juventude de Nanquim.
Todos os horários são pela hora padrão chinesa (UTC+8).
| Data         | Dia da semana | Hora de início | Evento                                                             |
| ------------ | ------------- | -------------- | ------------------------------------------------------------------ |
| 19 de Agosto | 3ª Feira      | 08:30          | Individual masculino: 1ª ronda Individual feminino: 1ª ronda       |
| 20 de Agosto | 4ª Feira      | 08:30          | Individual masculino: 2ª ronda Individual feminino: 2ª ronda       |
| 21 de Agosto | 5ª Feira      | 08:30          | Individual masculino: Ronda final Individual feminino: Ronda final |
| 24 de Agosto | Domingo       | 08:30          | Equipas mistas: Foursome                                           |
| 25 de Agosto | 2ª Feira      | 08:30          | Equipas mistas: Fourball                                           |
| 26 de Agosto | 3ª Feira      | 08:30          | Equipas mistas: Stroke Play individual                             |

## Medalhistas
| Evento                        | Ouro                                   | Prata                                      | Bronze                                          |
| ----------------------------- | -------------------------------------- | ------------------------------------------ | ----------------------------------------------- |
| Individual masculino detalhes | Renato Paratore ITA Itália             | Marcus Kinhult SWE Suécia                  | Danthai Boonma THA Tailândia                    |
| Individual feminino detalhes  | Lee So-young KOR Coreia do Sul         | Cheng Ssu-Chia TPE Taipé Chinês            | Supamas Sangchan THA Tailândia                  |
| Equipas mistas detalhes       | Marcus Kinhult Linnea Ström SWE Suécia | Lee So-young Youm Eun-ho KOR Coreia do Sul | Renato Paratore Virginia Elena Carta ITA Itália |

## Quadro de medalhas
| Ordem | País              | Medalha de ouro | Medalha de prata | Medalha de bronze |   |
| ----- | ----------------- | --------------- | ---------------- | ----------------- | - |
| 1     | KOR Coreia do Sul | 1               | 1                |                   | 2 |
|       | SWE Suécia        | 1               | 1                |                   | 2 |
| 3     | ITA Itália        | 1               |                  | 1                 | 2 |
| 4     | TPE Taipé Chinês  |                 | 1                |                   | 1 |
| 5     | THA Tailândia     |                 |                  | 2                 | 2 |
| TOTAL | TOTAL             | 3               | 3                | 3                 | 9 |